# 區家盛
區家盛，JP（1966年9月23日—），香港公務員，現任荃灣民政事務專員。區家盛在香港城市理工學院畢業後加入香港政府任職二級行政主任，再於數月後轉任二級助理貿易主任，並一直躍升至首席貿易主任，亦曾五度獲選為貿易主任聯會主席。區在2011年轉任於政務職系，曾在民政事務局及財經事務及庫務局任職，及後晉升至首長級丙級政務官。他在2021年11月起出任荃灣民政事務專員。

## 早年生活
區家盛於1966年9月23日出生。他及後入讀香港城市理工學院商学及管理系，並在1989年取得商業文学士學位。在學期間，他曾在1988年至1989年擔任香港城市理工學院商学及管理系學術評審委員會的學生委員，以及在1988年中出任學院學生會署理副會長一職。

## 公務員生涯

### 早年生涯

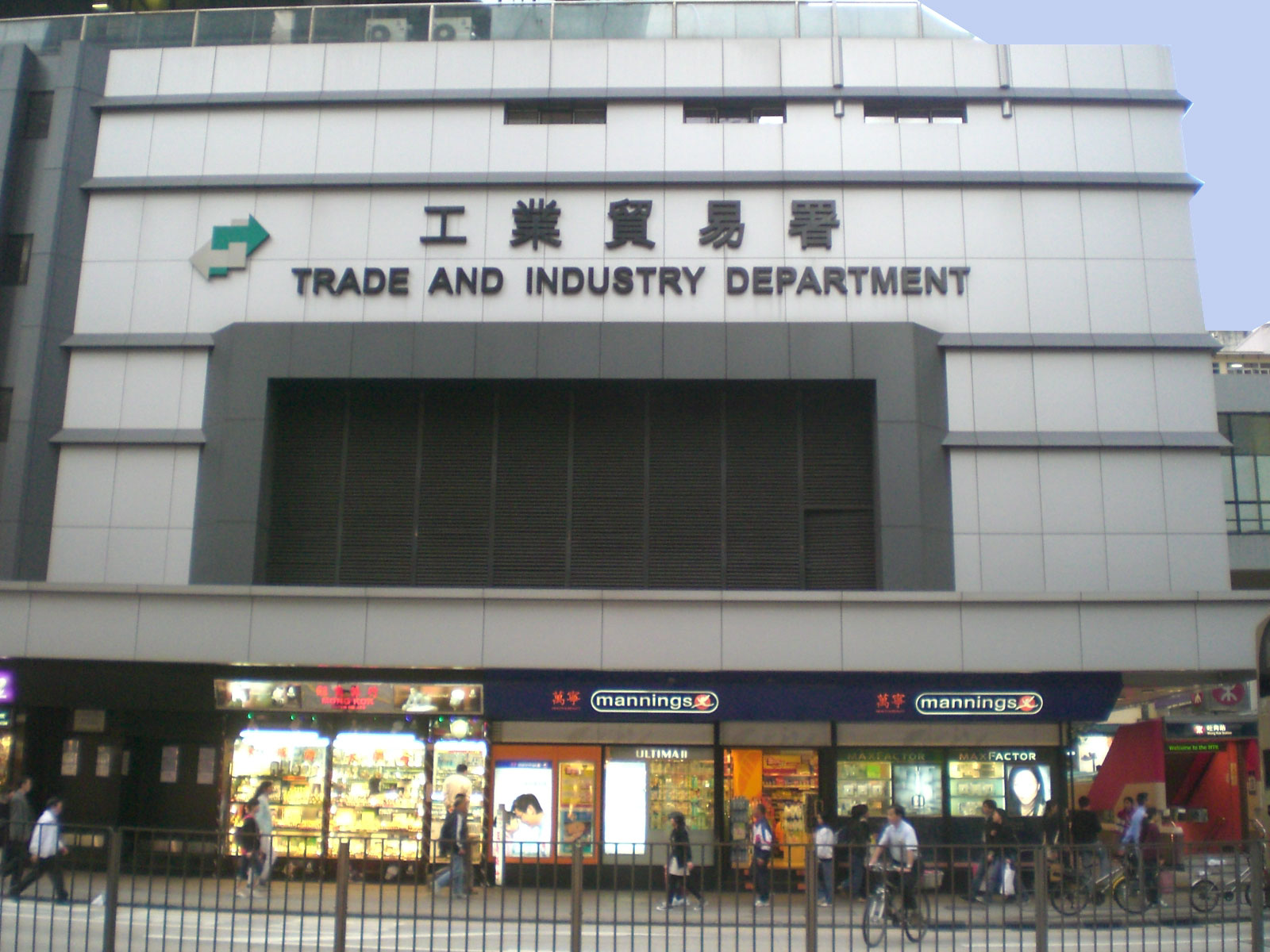
區家盛在1989年12月起在貿易主任職系任職約22年

區家盛在1989年7月加入香港政府任職二級行政主任，然而在同年12月改往布政司署工商司擔任二級助理貿易主任。及後，他在1993年1月晉升一級助理貿易主任，更在1995年1月再度躍升為貿易主任。另外，他在1999年進一步於香港城市大學獲取工商管理碩士學位。他在2005年獲選為貿易主任聯會主席，並一直連任四次至2009年才卸任。在2006年起，他在工業貿易署出任首席貿易主任，負責戰略物品的出入口管制事宜，並定期向香港立法會提交相關修例草案。

### 政務職系
區家盛在2011年冬季離開貿易主任職系，改投政務職系。區在政務職系首個崗位為民政事務局助理秘書長，負責監督關愛基金的運作及項目進度，並支援督導委員會就基金及其項目的討論及建議。任職約兩年後，他獲調任至財經事務及庫務局，出任負責財經事務的助理秘書長一職，曾就實施無紙證券市場制度提出條例草案。在2015年1月署任首席助理秘書長時，他曾在立法會簡介香港場外衍生工具監管制度第一階段的實施建議。
區其後於財經事務及庫務局局內升任首席助理秘書長。他在晉升後改為負責規管會計專業、公司清盤及個人破產，以及統籌破產管理署、財務匯報局及香港會計師公會的監管及聯絡工作。他在上任後隨即參與更新公司清盤法例的工作。另外，他亦定期向香港立法會報告財務匯報局的工作，以及就規管建議和局務發展接受議員質詢。同時，他更統籌財務匯報局改組為會計及財務匯報局並接管香港會計師公會發出會計師執業資格權力的修例及行政安排等事宜，甚至曾親自在報章撰文駁斥業界對修例質疑。除此之外，他也因此在2016年香港立法會選舉中擔任會計界功能界別的選舉主任。儘管不少会计师行反對由會計及財務匯報局接管部分會計師公會職能，但修例草案仍於2021年11月20日獲立法會通過，而區不久後亦卸任首席助理秘書長轉往地區任職。

### 荃灣民政事務專員

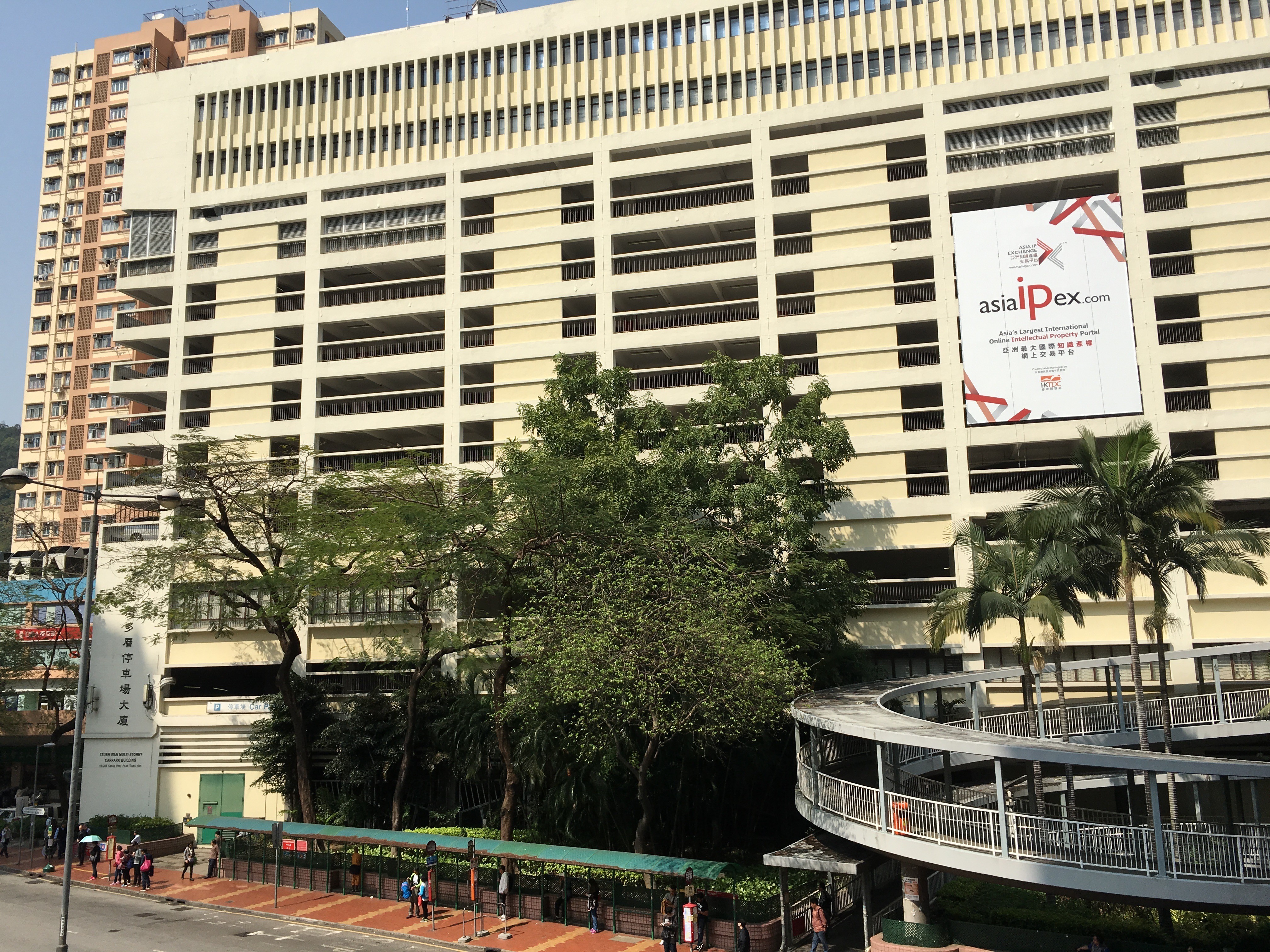
區家盛在2021年起出任荃灣民政事務專員

區家盛在2021年11月28日接替葉錦菁出任荃灣民政事務專員，並在同日獲港府委任為官守太平紳士。他於2022年1月18日首次出席荃灣區議會會議時表明除支援2019冠狀病毒病香港疫情及2021年香港立法會選舉為首要任務外，亦會積極改善地區生活質素。在2022年，區亦適逢香港特別行政區成立二十五周年紀念而在區內籌劃多個慶祝節目，他甚至親身到訪楊屋道市政大廈的市場向販商及巿民派發紀念品。他因在應對疫情上優秀的表現而在2022年7月27日於香港2022年度授勳及嘉獎名單上獲頒發行政長官公共服務獎狀。
然而，區接手荃灣區事務後，荃灣區議會指責香港足球總會沒有按區議會建議以凱景體育會取代荃灣足球會列作地區代表隊伍，而區亦以足總章則上沒有規定足總必須依照區議會建議而選取區隊為由，最終沒有跟進事宜。另外，他在區議會以外嘗試建立地區事務討論渠道，包括參與網上論壇，討論管理三無大廈及荃灣路擴建等議題。與此同時，荃灣區及南區獲港府安排試行地區服務及關愛隊伍，區亦在2023年3月底率先公佈甄選結果，惟因獲選者多為建制派組織而被批評是為建制派助選2023年香港區議會選舉。
兼任荃灣關愛隊總指揮的區在2023年8月向區議會報告已接觸逾3,500名居民，而他更在政治制度改革下於2024年1月1日進一步出任區議會主席。然而，《大學線》在2025年1月的專題報導中指出，關愛隊的服務欠佳，且缺乏有效監管，並提到區拒絕提供關愛隊的工作報告；他在記者追問時表現出不耐煩，並草率應付，因而備受政府內部及公眾的批評。

## 個人生活
區家盛熱忱於社團組織活動，他除了曾出任香港城市理工學院學生會的職務及貿易主任聯會的主席外，亦曾在香港城市大學評議會成立時出任聯絡小組委員會的成員，加強校友的聯繫網絡。

## 榮譽

### 嘉獎
- 行政長官公共服務獎狀（香港2022年度授勳及嘉獎名單；2022年7月27日）[26]

### 殊勳
- 官守太平紳士（J.P.）（2021年11月29日－）[23]

### 頭銜
- 區家盛，JP（Billy Au Ka-shing, JP，2021年11月29日－）[23]

## 注脚
1. ↑  自2024年1月1日起，荃灣民政事務專員兼任荃灣區議會主席[1]。

## 外部連結
- 大學線 U-Beat的【多媒體專題】事不「關」己 （页面存档备份，存于）

| 政府职务      | 政府职务                            | 政府职务 |
| ------------- | ----------------------------------- | -------- |
| 前任： 葉錦菁 | 荃灣民政事務專員 2021年11月29日至今 | 現任     |
| 議會席位      |                                     |          |
| 前任： 陳琬琛 | 荃灣區議會主席 2024年1月1日至今     | 現任     |